# Länsstyrelsen i Blekinge län

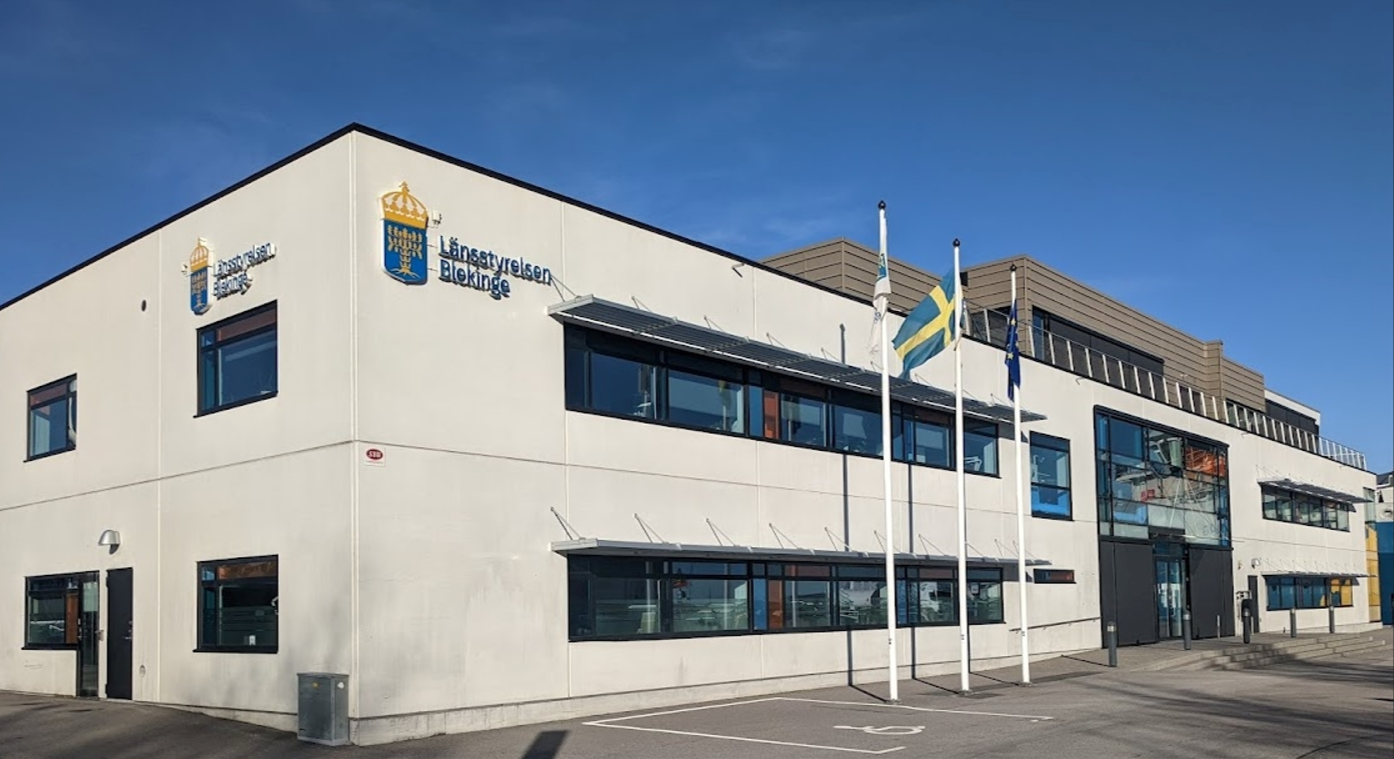
Länsstyrelsens kansli i Karlskrona

Länsstyrelsen i Blekinge län är en statlig myndighet med kansli i Karlskrona. Länsstyrelsen ansvarar för den statliga förvaltningen i länet, och har flera olika mål gällande regional utveckling.
Länsstyrelsens chef är landshövdingen, som utses av Sveriges regering.